# Clotilde di Sassonia-Coburgo-Koháry
Maria Adelaide Amalia Clotilde di Sassonia-Coburgo e Gotha (nome completo in tedesco Marie Adelheid Amalie Clotilde, Prinzessin von Sachsen-Coburg und Gotha, Herzogin zu Sachsen); Neuilly-sur-Seine, 8 luglio 1846 – Alcsútdoboz, 3 giugno 1927) nata principessa di Sassonia-Coburgo-Gotha e principessa di Sassonia-Coburgo-Saalfeld, divenne membro della famiglia d'Asburgo-Lorena per matrimonio.

## Famiglia d'origine
Clotilde era figlia di Augusto di Sassonia-Coburgo-Koháry, e di sua moglie, Clementina d'Orléans.

I suoi nonni paterni erano il principe Ferdinando di Sassonia-Coburgo-Koháry e Maria Antonia di Koháry; quelli materni il re dei francesi Luigi Filippo d'Orléans e la regina Maria Amalia di Borbone-Due Sicilie, figlia a sua volta del re Ferdinando I delle Due Sicilie.

## Matrimonio

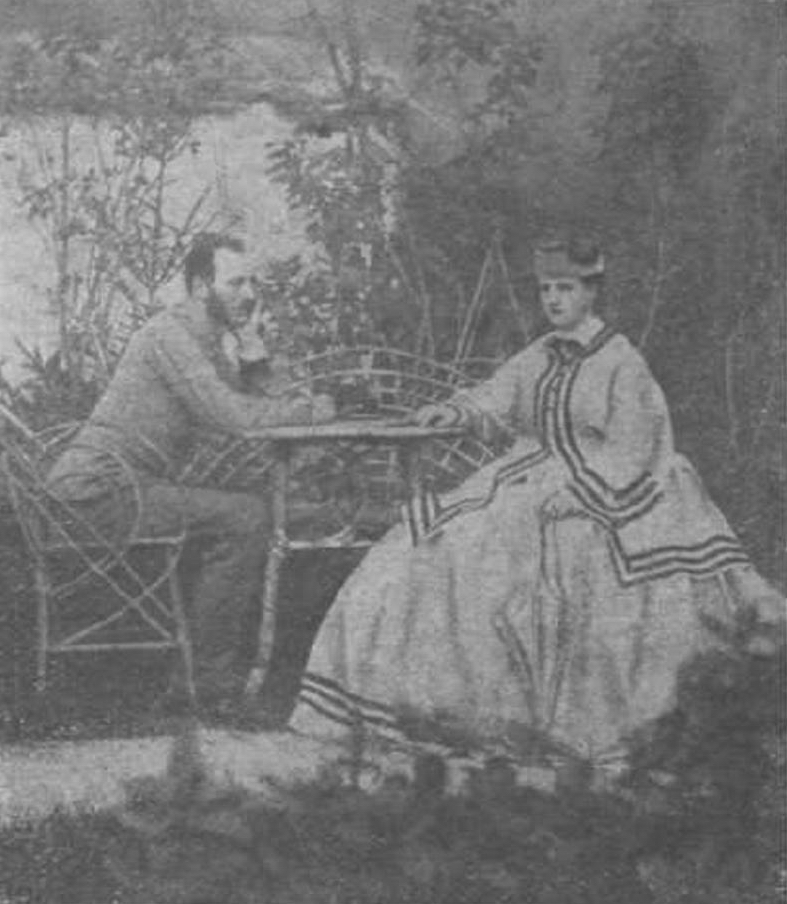
Clotilde e Giuseppe Carlo Luigi d'Asburgo-Lorena, 1867.

Sposò, il 12 maggio 1864, a Coburgo, il principe palatino Giuseppe Carlo Luigi d'Asburgo-Lorena (1833-1905), figlio di Giuseppe Antonio Giovanni d'Asburgo-Lorena, e della sua terza moglie, Maria Dorotea di Württemberg.
Ebbero sette figli:
- Arciduchessa Elisabetta Clementina Clotilde Maria Amalia (1865-1866);
- Arciduchessa Maria Dorotea Amalia d'Austria (1867-1932), sposò Luigi Filippo Roberto d'Orléans;
- Arciduchessa Margherita Clementina Maria (1870-1950), sposò Alberto I di Thurn und Taxis;
- Arciduca Giuseppe Augusto (1872-1962);
- Arciduca Ladislao Filippo Maria Vincenzo (1875-1915);
- Arciduchessa Elisabetta Enrichetta Clotilde Maria Vittoria (1883-1958);
- Arciduchessa Clotilde Maria Amalia Filomena Raniera (1884-1903).

## Morte
Morì il 3 giugno 1927. Fu sepolta accanto al marito e ai figli. Nel 1970 la sua tomba venne saccheggiata e nel 1980 iniziarono i lavori di restauro guidati da Stephen Kiszely.

## Titoli e trattamento
- 8 luglio 1846 – 12 maggio 1864: Sua Altezza Serenissima Principessa Clotilde di Sassonia-Coburgo-Gotha-Koháry, Duchessa di Sassonia
- 12 May 1864 – 3 June 1927: Sua Altezza Imperiale e Reale Principessa Imperiale & Arciduchessa Clotilde d'Austria, Principessa Reale d'Ungheria e Boemia

## Ascendenza
|                                                  |                                  |                                             | Genitori                                            |  |  | Nonni |  |  | Bisnonni                                     |  |  | Trisnonni                                           |  |
|                                                  |                                  |                                             |                                                     |  |  |       |  |  | Francesco, Duca di Sassonia-Coburgo-Saalfeld |  |  | Ernesto Federico, Duca di Sassonia-Coburgo-Saalfeld |  |
|                                                  |                                  |                                             |                                                     |  |  |       |  |  | Francesco, Duca di Sassonia-Coburgo-Saalfeld |  |  | Ernesto Federico, Duca di Sassonia-Coburgo-Saalfeld |  |
|                                                  |                                  | Sofia Antonia di Brunswick-Wolfenbüttel     |                                                     |  |  |       |  |  | Francesco, Duca di Sassonia-Coburgo-Saalfeld |  |  |                                                     |  |
| Principe Ferdinando di Sassonia-Coburgo e Gotha  |                                  |                                             |                                                     |  |  |       |  |  | Francesco, Duca di Sassonia-Coburgo-Saalfeld |  |  |                                                     |  |
|                                                  |                                  | Augusta di Reuss-Ebersdorf                  | Enrico XXIV, Conte Reuss di Ebersdorf               |  |  |       |  |  |                                              |  |  |                                                     |  |
|                                                  |                                  | Augusta di Reuss-Ebersdorf                  | Enrico XXIV, Conte Reuss di Ebersdorf               |  |  |       |  |  |                                              |  |  |                                                     |  |
|                                                  |                                  | Augusta di Reuss-Ebersdorf                  | Carolina Ernestina di Erbach-Schönberg              |  |  |       |  |  |                                              |  |  |                                                     |  |
| Principe Augusto di Sassonia-Coburgo e Gotha     |                                  | Augusta di Reuss-Ebersdorf                  |                                                     |  |  |       |  |  |                                              |  |  |                                                     |  |
|                                                  |                                  | Ferenc József di Koháry                     | Ignaz Koháry de Csábrág                             |  |  |       |  |  |                                              |  |  |                                                     |  |
|                                                  |                                  | Ferenc József di Koháry                     | Ignaz Koháry de Csábrág                             |  |  |       |  |  |                                              |  |  |                                                     |  |
|                                                  |                                  | Ferenc József di Koháry                     | Maria Anna von Cavriani                             |  |  |       |  |  |                                              |  |  |                                                     |  |
| Maria Antonia di Koháry                          |                                  | Ferenc József di Koháry                     |                                                     |  |  |       |  |  |                                              |  |  |                                                     |  |
|                                                  |                                  | Maria Antonia di Waldstein-Wartenberg       | Giorgio Cristiano, Conte di Waldstein-Wartenberg    |  |  |       |  |  |                                              |  |  |                                                     |  |
|                                                  |                                  | Maria Antonia di Waldstein-Wartenberg       | Giorgio Cristiano, Conte di Waldstein-Wartenberg    |  |  |       |  |  |                                              |  |  |                                                     |  |
|                                                  |                                  | Maria Antonia di Waldstein-Wartenberg       | Contessa Elisabeth Ulfeldt                          |  |  |       |  |  |                                              |  |  |                                                     |  |
| Principessa Clotilde di Sassonia-Coburgo e Gotha |                                  | Maria Antonia di Waldstein-Wartenberg       |                                                     |  |  |       |  |  |                                              |  |  |                                                     |  |
|                                                  | Luigi Filippo II, Duca d'Orléans | Luigi Filippo I, Duca d'Orléans             |                                                     |  |  |       |  |  |                                              |  |  |                                                     |  |
|                                                  | Luigi Filippo II, Duca d'Orléans | Luigi Filippo I, Duca d'Orléans             |                                                     |  |  |       |  |  |                                              |  |  |                                                     |  |
|                                                  | Luigi Filippo II, Duca d'Orléans | Principessa Luisa Enrichetta di Borbone     |                                                     |  |  |       |  |  |                                              |  |  |                                                     |  |
| Luigi Filippo I, Re dei Francesi                 | Luigi Filippo II, Duca d'Orléans |                                             |                                                     |  |  |       |  |  |                                              |  |  |                                                     |  |
|                                                  |                                  | Principessa Luisa Maria Adelaide di Borbone | Luigi Giovanni Maria di Borbone, Duca di Penthièvre |  |  |       |  |  |                                              |  |  |                                                     |  |
|                                                  |                                  | Principessa Luisa Maria Adelaide di Borbone | Luigi Giovanni Maria di Borbone, Duca di Penthièvre |  |  |       |  |  |                                              |  |  |                                                     |  |
|                                                  |                                  | Principessa Luisa Maria Adelaide di Borbone | Principessa Maria Teresa di Modena                  |  |  |       |  |  |                                              |  |  |                                                     |  |
| Principessa Clementina d'Orléans                 |                                  | Principessa Luisa Maria Adelaide di Borbone |                                                     |  |  |       |  |  |                                              |  |  |                                                     |  |
|                                                  |                                  | Ferdinando I delle Due Sicilie              | Carlo III di Spagna                                 |  |  |       |  |  |                                              |  |  |                                                     |  |
|                                                  |                                  | Ferdinando I delle Due Sicilie              | Carlo III di Spagna                                 |  |  |       |  |  |                                              |  |  |                                                     |  |
|                                                  |                                  | Ferdinando I delle Due Sicilie              | Principessa Maria Amalia di Sassonia                |  |  |       |  |  |                                              |  |  |                                                     |  |
| Maria Amalia di Borbone-Due Sicilie              |                                  | Ferdinando I delle Due Sicilie              |                                                     |  |  |       |  |  |                                              |  |  |                                                     |  |
|                                                  |                                  | Arciduchessa Maria Carolina d'Austria       | Francesco I, Sacro Romano Imperatore                |  |  |       |  |  |                                              |  |  |                                                     |  |
|                                                  |                                  | Arciduchessa Maria Carolina d'Austria       | Francesco I, Sacro Romano Imperatore                |  |  |       |  |  |                                              |  |  |                                                     |  |
|                                                  |                                  | Arciduchessa Maria Carolina d'Austria       | Maria Teresa d'Austria                              |  |  |       |  |  |                                              |  |  |                                                     |  |
|                                                  |                                  | Arciduchessa Maria Carolina d'Austria       |                                                     |  |  |       |  |  |                                              |  |  |                                                     |  |